# NOW (woontoren)
NOW is een woontoren gelegen in de buurt Lauwerecht in de wijk Noordoost in Utrecht. De toren heeft 18 verdiepingen boven de begane grond en telt inclusief laagbouw 287 huurappartementen waarvan 200 bedoeld voor studenten.
Het verving het brutalistische belastingkantoor dat vanaf 1983 op deze locatie stond en dat ongeveer even hoog was. De bouw startte in juni 2019 door aannemerscombinatie Koopmans en Wessels Rijssen. Het gebouw werd begin 2022 opgeleverd.

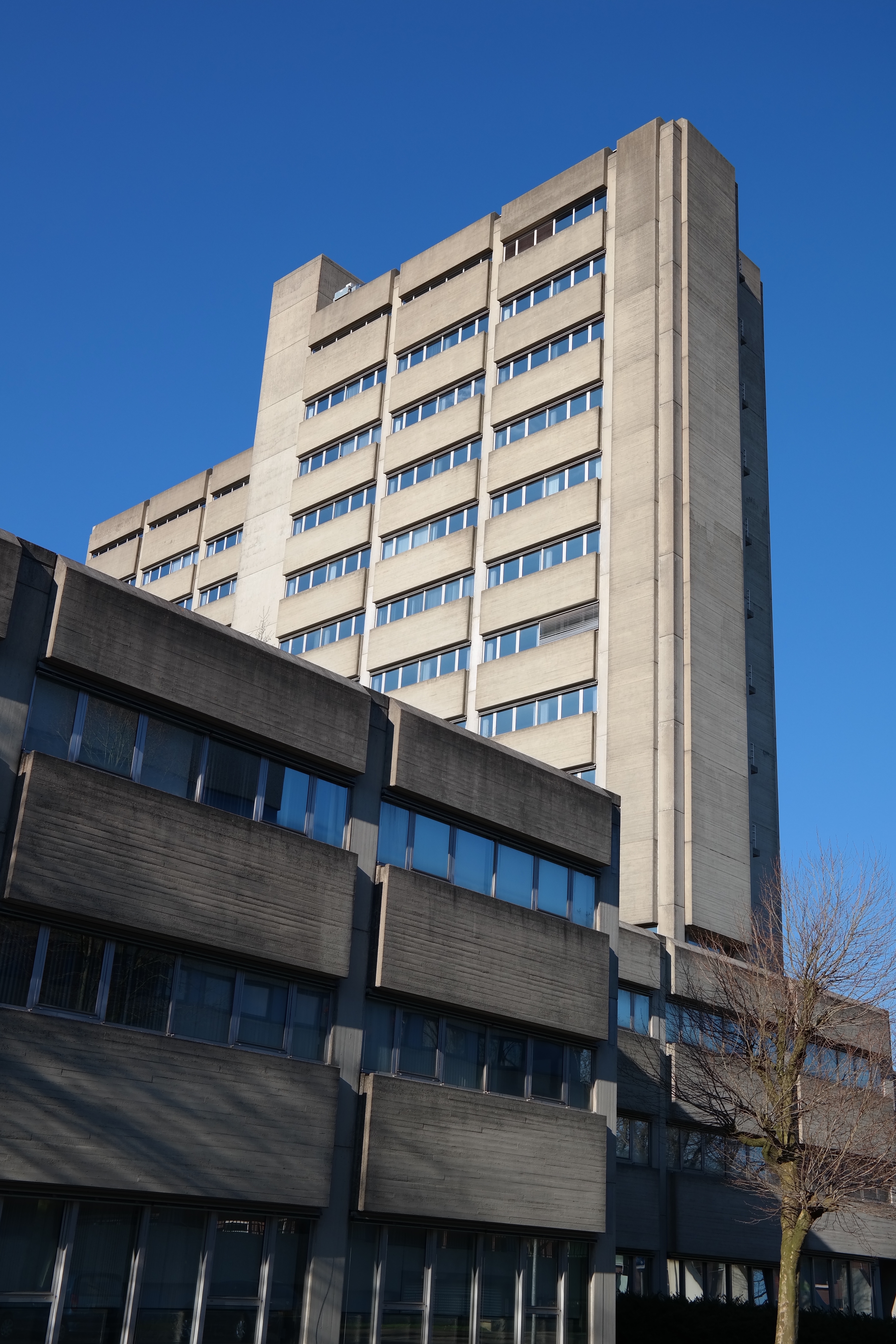
Belastingkantoor in Utrecht in 2016, vlak voor de sloop.